# ايل كانتو ديلي إيتالياني

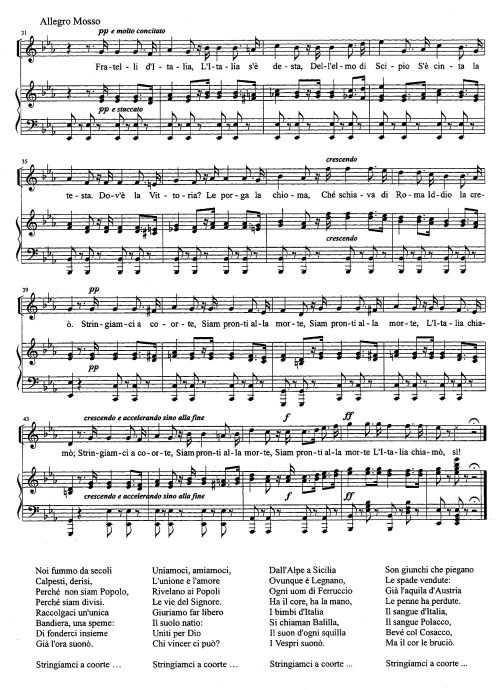
ورقة نوتة اللحن مع كلمات النشيد

إيل كانتو ديلي إيتالياني (بالإيطالية: Il Canto degli Italiani)‏ وتعني ((بالعربية)) هو النشيد الوطني الإيطالي. ويشتهر هذا النشيد بين الإيطاليين باسم "إينو دي ماميلي" (بالإيطالية: Inno di Mameli)‏ وتعني ((بالعربية)) نسبة إلى مؤلفه، كما يعرف أحيانا باسم "فراتيلي ديتاليا" (بالإيطالية: Fratelli d'Italia)‏ وتعني ((بالعربية)).
تم تأليف النشيد الوطني لإيطاليا في خريف عام 1847 في جنوة عقب الحرب ضد النمسا، حيث كتب كلماته غوفريدو ماميلي ووضع اللحن الخاص به بعد ذلك بفترة وجيزة في تورينو الملحن ميكيلي نوفارو، وفي 12 أكتوبر 1946 م، أي بعد حوالي مائة سنة من كتابته، اعتمد كنشيد وطني لإيطاليا.

## كلمات النشيد
| الإيطالية Fratelli d'Italia، l'Italia s'è desta، dell'elmo di Scipio s'è cinta la testa. Dov'è la Vittoria? Le porga la chioma، che schiava di Roma Iddio la creò. Stringiamci a coorte، siam pronti alla morte. Siam pronti alla morte، l'Italia chiamò. Stringiamci a coorte، siam pronti alla morte. Siam pronti alla morte، l'Italia chiamò! Noi siamo da secoli calpesti، derisi، perché non siam popolo، perché siam divisi. Raccolgaci un'unica bandiera، una speme: di fonderci insieme già l'ora suonò. Uniamoci، amiamoci، l'unione e l'amore rivelano ai popoli le vie del Signore. Giuriamo far libero il suolo natio: uniti، per Dio، chi vincer ci può? Dall'Alpi a Sicilia Dovunque è Legnano، Ogn'uom di Ferruccio Ha il core، ha la mano، I bimbi d'Italia Si chiaman Balilla، Il suon d'ogni squilla I Vespri suonò. Son giunchi che piegano Le spade vendute: Già l'Aquila d'Austria Le penne ha perdute. Il sangue d'Italia، Il sangue Polacco، Bevé، col cosacco، Ma il cor le bruciò. | الترجمة العربية اخوتي من إيطاليا، إيطاليا نهضت، بخوذة سيبيو at ربطت رأسها. أين النصر؟ أرجوكم نادوا النصر، لأجل الله خلقه عبداً لروما تلاصقوا جيداً /> نحن مستعدّون للموت! نحن مستعدّون للموت! إذا ما نادتنا إيطاليا ! تلاصقوا جيداً، نحن مستعدّون للموت! إذا ما نادتنا إيطاليا! كنا لقرونٍ مظلومون وكان الناس يسخرون منا، لأننا لم نكن شخصاً واحداً، لأننا كنا منقسمون. دعنا نتحد تحت علم واحد، وأمل واحد إجمعنا كلّنا مقدر لنا أن نتحد لقد دقت الساعة كي نتحد. دعنا نتّحد ونحبّ بعضنا البعض؛ أيها الاتحاد والحبّ إكشف إلى الناس طرق المَلك دعنا نقسم على تحرير تربتنا الأم؛ ستتحد بمشيئة الله، وساعتها من يستطيع هزيمتنا؟ من الألب إلى صقلية، في كل مكان يوجد فيه ليجنانو؛ كلّ رجل، من فرروكسيو له القلب، له اليدّ. أطفال إيطاليا يدعون باليلا؛ كلّ ضربة في جرس يصرخ (سيسيليان) لصلاة الغروب. انحناء ريدز السيوف الجشعة النسر النمساوي فقد ريشه. دمّ إيطاليا الذي في الأقطاب شربه القوقازيين، لكنّه أحرق قلوبهم |